# Projet HydroBalance
Le projet HydroBalance, plus connu sous le nom de Green Battery (batterie verte) ou batterie bleue de l'Europe, est un travail de recherche multidisciplinaire mené entre 2013 et 2017 par le Centre norvégien pour le design environnemental des énergies renouvelables (CEDREN), lié à la SINTEF.
Son objectif est d'aller vers une utilisation plus large des immenses capacités de stockage d'électricité sous forme d'énergie potentielle de pesanteur dans les barrages hydroélectriques norvégiens.   
Cette technologie, par sa grande disponibilité et flexibilité, est aujourd'hui indispensable à l'intégration des énergies renouvelables dans le réseau électrique européen. Dans un futur proche, elle devrait être utilisée pour garantir à tout instant l'approvisionnement en électricité de ses pays limitrophes fortement engagés dans le développement de l'éolien offshore (Royaume-Uni, Danemark et Allemagne).   
Le projet de recherche étudie les adaptations nécessaires du système énergétique, les incitations et les barrières, ainsi que les impacts potentiels sur l'environnement socio-économique en vue de la mise en place de services d'équilibrage (réserve secondaire, réserve tertiaire) et de stockage d'énergie à grande échelle pour le réseau électrique européen, le tout par pompage-turbinage dans des installations hydroélectriques norvégiennes.

## Contexte et enjeux
Ce projet trouve son origine en 2007 après l'adoption du paquet climat-énergie visant à développer les énergies renouvelables à l'horizon 2020.  Le Danemark, déjà très engagé dans le développement éolien, s'intéresse aux possibilités offertes par l'hydroélectricité norvégienne. En effet, avec un stock d'environ 80 TWh d'énergie en barrages, le développement d'interconnexions entre les 2 pays permettrait au Danemark de garantir sa sécurité d'approvisionnement en cas de faible vent.  

Remorquage d'une éolienne offshore pilote du projet Hywind, développé par Statoil en mer du Nord. Une ferme éolienne au large des côtes écossaises pourrait être connectée au réseau fin 2017. Un câble d'interconnexion HVDC pourrait relier l'Écosse à la Norvège fin 2022: NorthConnect.

Ce projet s'inscrit désormais plus largement dans la transition énergétique européenne. Avec l'augmentation de la production d'électricité d'origine renouvelable en Europe, les sources d'électricité variables et difficilement prévisibles au-delà de quelques jours, posent un certain nombre de problèmes aux gestionnaires de réseaux de transport d'électricité (GRT) chargés de garantir la stabilité du réseau.   
En effet, il est impératif d'équilibrer à chaque instant la consommation et la production d'électricité sous peine de variations indésirables de la fréquence du réseau pouvant entraîner des coupures d'électricité préjudiciables à l'économie et aux consommateurs par l'écroulement partiel ou total du système électrique (black-out). 
Le pompage-turbinage est une des solutions permettant d'absorber les excédents de production (on utilise alors l'énergie électrique en excès pour pomper de l'eau dans les réservoirs amont), et compenser la sous-production à d'autres moments (on turbine alors cette eau pour injecter de l'électricité sur le réseau).[réf. souhaitée]
La Norvège présente toutes les caractéristiques pour fournir ce genre de services système à grande échelle sur le réseau européen - à condition toutefois de développer son interconnexion avec le continent. À plus petite échelle, elle a déjà rendu possible le taux élevé de pénétration de l'éolien observé au Danemark,,. Ses réservoirs représentent 50% de la capacité de stockage d'électricité sous forme d'énergie potentielle en Europe.  

## Description
Le projet HydroBalance porte essentiellement sur l'étude de faisabilité et la rédaction d'une feuille de route à l'intention des acteurs du secteur à l'échelle européenne et norvégienne. Il est composé des cinq grandes parties présentées ci-dessous.  

### Demande en flexibilité et stockage
Cette sous-partie s'est focalisée sur la modélisation du mix européen à venir et, en particulier, sur la variabilité du solaire et de l'éolien, ainsi que leurs conséquences sur la sécurité d'approvisionnement. Elle a, entre autres:
- quantifié la capacité de stockage nécessaire pour adapter la production à la charge de façon satisfaisante;
- évalué la pertinence des autres solutions de stockage et les autres sources de flexibilité.

### Scénarios et feuille de route
Au sein de ce work-package ont été élaborés quatre scénarios quant au rôle alloué dans le futur aux STEP norvégiennes ainsi qu'une feuille de route, fourniture principale du projet, à paraître en automne 2017.

### Élaboration debusiness-models
Comme pour tout projet aussi capitalistique, une condition sine qua non d'aboutissements concrets est la rentabilité des investissements. Ce work-package s'est donc attaché notamment à:
- quantifier le coût (LCOE) du pompage-turbinage et le comparer à ceux d'autres technologies flexibles susceptibles de fournir de la puissance en pointe de consommation (centrales à gaz de type OCGT et CCGT) ;
- évaluer les revenus potentiels issus de l'exploitation des STEP et de la valorisation de leurs services sur différents marchés (day-ahead historiquement, mais aussi intraday, marché de capacité, mécanisme d'ajustement...) ;
- en déduire le retour sur investissement, avec et sans prise en compte de capacités d'interconnexion supplémentaires avec les pays voisins.

### Impacts environnementaux
Bien que l'hydroélectricité soit généralement vue comme un modèle de production d'énergie verte, ses conséquences sur les écosystèmes ne sont a priori pas nulles. Elles peuvent être classées en :
- impacts abiotiques (couverture de glace en hiver, érosions des berges dues au marnage, modifications des températures, mélange d'eaux de compositions chimiques différentes,...) ;
- impacts biotiques[12] (modification des écosystèmes, activité biologique modifiée, espèces favorisées,...)

Actuellement, l'impact environnemental majeur de l'hydroélectricité se trouve au niveau des réservoirs. Les études ont prouvé que l'immersion de la végétation en amont des barrages provoque leur décomposition et l'émission de gaz à effet de serre tels que le dioxygène ou le méthane. Ces émissions sont très importantes durant les 10 premières années qui suivent la construction d'une centrale. Il est à noter que le processus de décomposition est plus rapide et plus important en zone tropicale (où les températures sont plus élevées). 
Cette sous-partie a donc été consacrée à l'étude des impacts potentiels des nouveaux régimes de fonctionnement qui seraient induits par les nouveaux usages de l'hydroélectricité (variations de niveaux plus fréquents, volumes pompés accrus, etc.).  

### Acceptation sociale et cadre réglementaire[14]
Ce work-package concerne tous les challenges non techniques entourant le projet, dont les problèmes d'acceptation aux échelles nationales et locales ainsi que les moyens de les atténuer. 
Un autre aspect essentiel réside dans les incitations et barrières législatives aux niveaux européen (Commission européenne) et national (Stortinget).

## Partenariats et financement
Le projet s'est appuyé sur des partenaires académiques et industriels solides. Les principaux sont SINTEF, NINA (Institut national norvégien de recherche pour la nature) et NTNU. Mais on peut noter aussi Statkraft, Statnett, E.ON, EDF, ECN (Centre de recherche sur l'énergie des Pays-Bas), etc. 
Le budget total s'élève à environ 25 millions de couronnes norvégiennes (soit plus de 2,5 millions d'euros), financé à 30% par les partenaires, et à 70% par le Conseil norvégien de la recherche (Forskningsrådet).